# Charles-Louis Havas

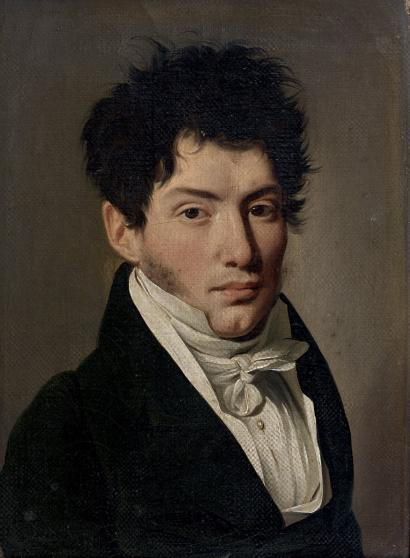
Retrato de Charles-Louis Havas, pintado por Louis Léopold Boilly

Charles-Louis Havas (Rouen, 5 de julio de 1783 - Bougival, 21 de mayo de 1858) fue un escritor y periodista francés de origen judío, fundador de la agencia de noticias Agence France-Presse (AFP).
Havas puede ser considerado como el fundador del concepto de agencia de noticias. El traducía informaciones procedentes del exterior para la prensa nacional francesa, consciente de su creciente interés en los asuntos internacionales. En 1825 fundó su propia empresa para realizar ese trabajo de traducción. En 1832 creó la Agencia Havas, la más antigua agencia de noticias francesa, y comenzó a proporcionar noticias sobre Francia a clientes extranjeros.
Bernhard Wolff y Paul Reuter fueron dos de sus empleados. Reuter fundó la agencia Reuters en Londres en 1851, y Bernhard Wolff, fundó la Wolff's Telegraphisches Bureau en Berlín en 1849, precursora de la Agencia Continental Alemana y la DPA.
Tras la jubilación de Havas en 1852, sus dos herederos, Auguste Havas y Charles-Guillaume Havas, crearon en cinco años un monopolio publicitario, la Société générale des annonces, que se convirtió en Havas tras la Liberación.